# Greater Moncton International Airport
Greater Moncton International Airport är en flygplats i Kanada.   Den ligger i provinsen New Brunswick, i den östra delen av landet, 900 km öster om huvudstaden Ottawa. Greater Moncton International Airport ligger 70 meter över havet.
Terrängen runt Greater Moncton International Airport är huvudsakligen platt. Greater Moncton International Airport ligger uppe på en höjd. Runt Greater Moncton International Airport är det ganska glesbefolkat, med 28 invånare per kvadratkilometer.. Närmaste större samhälle är Moncton, 8,8 km väster om Greater Moncton International Airport.
I omgivningarna runt Greater Moncton International Airport växer i huvudsak blandskog.